# Lachdenpochja
Lachdenpochja (russisch Лахденпохья, finnisch Lahdenpohja; bis 1918 Station Jakimwara, Якимварская станция) ist eine Kleinstadt in der russischen Teilrepublik Karelien mit 7813 Einwohnern (Stand 14. Oktober 2010).

## Geografie
Die Stadt liegt am Nordwestufer des Ladogasees, etwa 330 Kilometer westlich der Republikhauptstadt Petrosawodsk, bei der Mündung des Flüsschens Aurajoki in die Jakimwarski-Bucht des Sees.
Lachdenpochja ist Verwaltungszentrum des gleichnamigen Rajons.
Die Stadt liegt an der Eisenbahnstrecke Sankt Petersburg–Lachdenpochja–Suojarwi–Petrosawodsk (Streckenkilometer 218; Station Jakkima drei Kilometer westlich Lachdenpochja; Güteranschlussgleis in die Stadt).

## Geschichte

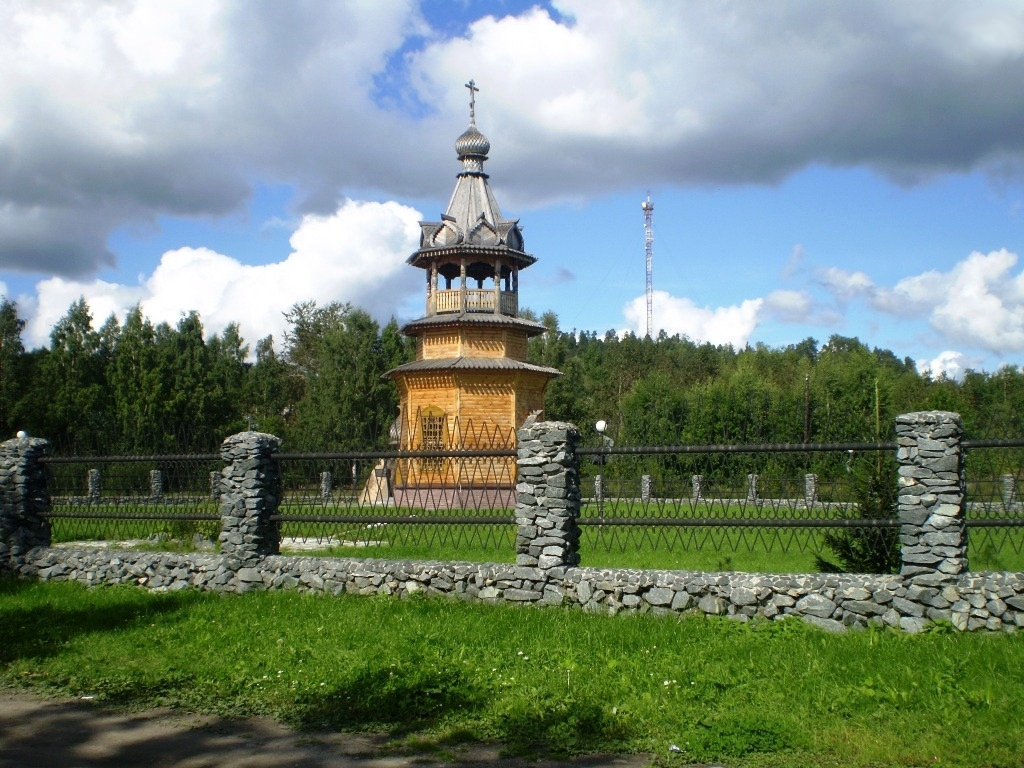
Holzkapelle in Lachdenpochja

Das Gebiet des heutigen Lachdenpochja, historisch in der russifizierten Form als Jakimwary bezeichnet, gehörte ab dem 12. Jahrhundert zur Nowgoroder Republik, die im 15. Jahrhundert Teil des Russischen Zarenreiches wurde. In der Zeit der Wirren wurden nordwestliche Ladogagebiets vom Zaren Wassili IV. Schuiski dem schwedischen König Karl IX. versprochen, im Austausch für die Hilfe der Schweden bei der Unterdrückung der Kräfte des Falschen Demetrius. Der Vertrag verlor nach dem Machtverlust Wassilis IV. aus russischer Sicht seine Gültigkeit. Zu dieser Zeit eroberte der schwedische Militärführer Jakob De la Gardie, ursprünglich von König Karl IX. Wassili zu Hilfe geschickt, die Festung Korela (später Kexholm, heute Priosersk) und die angrenzenden Gebiete. Gemäß den Bedingungen des Vertrags von Stolbowo von 1617 wurde das Gebiet des Kirjasch-Pogosts, zu dem auch die Sloboda Jakimwary (heute Lachdenpochja) gehörte, Teil des Königreichs Schweden und wurde bis zum Ende des Großen Nordischen Krieges zu einem Zankapfel.
Im Jahr 1721 wurde im Zuge des Nordischen Krieges das gesamte nordwestliche Ladogagebiets von russischen Truppen erobert und erneut dem Zarenreich angegliedert. Ab 1809 gehörte das Dorf Jakimwary zum Großfürstentum Finnland im Russischen Kaiserreich.
1882 wurde am Ende der Sieklahti-Bucht eine Siedlung mit dem Namen Lahdenpohja gegründet, was im Finnischen etwa hinteres Ende der Bucht bedeutet. Mit der Erlangung der Unabhängigkeit Finnlands 1918 kam der Ort als Teil der Gemeinde Jaakkima zu dessen Provinz Wiborg. 1924 wurde Lahdenpohja als selbstständige Minderstadt (finnisch kauppala) aus Jaakkima herausgelöst.
Im Ergebnis des Winterkrieges gelangte der Ort 1940 mit dem größten Teil Westkareliens in den Besitz der Sowjetunion, welche den Ort in die Karelo-Finnische SSR eingliederte (ab 1956 ASSR). Im Zweiten Weltkrieg wurde Lachdenpochja unmittelbar nach Kriegsbeginn wieder von finnischen Truppen besetzt und 1944 von Truppen der Roten Armee zurückerobert.
1945 wurde das sowjetische Stadtrecht verliehen.

### Bevölkerungsentwicklung
| Jahr | Einwohner |
| ---- | --------- |
| 1939 | 01.959    |
| 1959 | 07.787    |
| 1970 | 07.944    |
| 1979 | 09.541    |
| 1989 | 10.429    |
| 2002 | 08.751    |
| 2010 | 07.813    |

Anmerkung: Volkszählungsdaten

## Kultur und Sehenswürdigkeiten
Im Dorf Kurkijeki befindet sich ein Heimatmuseum. Am Ufer des Ladogasees erstreckt sich der Naturpark Ladogaschären (Ladoschskije schchery).

## Wirtschaft
Wichtigste Unternehmen der Stadt sind ein Sägewerk und andere Betriebe der Holzwirtschaft.